# Michael Foale
Colin Michael Foale, CBE, PhD (nascut el 6 de gener de 1957) és un astrofísic britànic-americà i astronauta de la NASA. Va realitzar sis missions del Transbordador Espacial i ho va ampliar amb estades de llarga duració en la Mir i l'Estació Espacial Internacional. Va ser el primer britànic a realitzar un passeig espacial, i fins al 17 d'abril de 2008, mantenia el rècord per més temps de permanència en l'espai per un ciutadà dels EUA: 374 dies, 11 hores, 19 minuts. Manté el rècord de temps acumulatiu a l'espai com a ciutadà del Regne Unit.